# Ockham (Surrey)
Ockham es una parroquia civil y un pueblo ubicado en Surrey (Inglaterra). Es considerado el lugar de nacimiento de William de Ockham el filósofo a quien le fue atribuido el principio filosófico de la Navaja de Ockham. Su población (2001) es de 384 personas.
Figura en el Domesday Book de 1086 como Bocheham bajo el señorío de Richard FitzGilbert, que llegó con invasión normanda de Inglaterra. 
Su club de cricket juega en la Surrey Downs League.

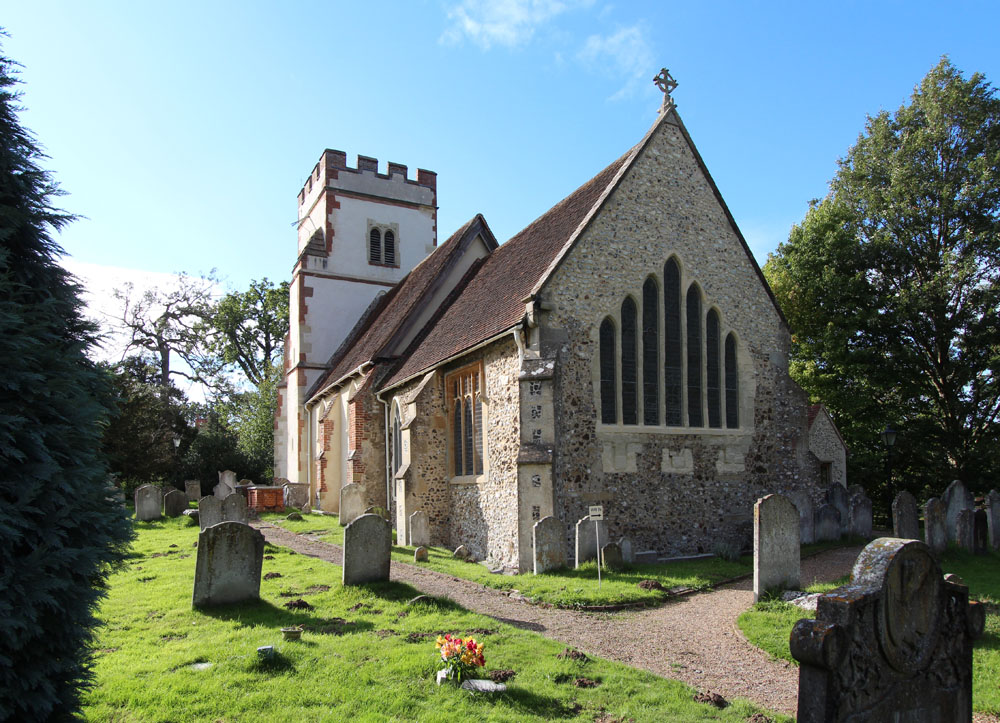
Imagen de la Iglesia de Todos los Santos en Ockham, la cual data de la Edad Media.